# Суатколь (Павлодарская область)
Суатколь (каз. Суаткөл, до 1993 г. — Жданово) — село в Павлодарской области Казахстана. Находится в подчинении городской администрации Аксу. Входит в состав Сарышыганакского сельского округа. Код КАТО — 551669400.

## Население
В 1999 году население села составляло 289 человек (147 мужчин и 142 женщины). По данным переписи 2009 года, в селе проживало 147 человек (77 мужчин и 70 женщин).